# АТФ-синтаза
АТФ-синтаза — фермент (КФ 3.6.3.14), що здійснює реакцію синтезу АТФ з АДФ і аніона фосфату зазвичай за рахунок енергії трансмембранного електрохімічного потенціалу протонів (тобто комбінації градієнту протонів і електричної напруги), а у деяких організмів за рахунок електрохімічного потенціалу іонів натрію, перетворюючи її, таким чином, на енергію хімічних зв'язків, яка потім може використовуватися клітиною в біохімічних реакціях. У випадку, коли фермент проводить зворотний процес — формує трансмембранний протонний градієнт за рахунок гідролізу АТФ, його можуть називати АТФазою. Дію ферменту інгібує антибіотик олігоміцин.

## Номенклатура
АТФ-синтаза F1F0 складається з двох субодиниць:
- F0 мембранна частина комплексу
- F1 частина комплексу в матриксі мітохондрій або цитоплазмі бактерій.

Номенклатура субодиниць АТФ-синтази досить складна та має довгу історію. F1-фракція отримала свою назву від терміна fraction 1 («фракція 1»), а F0 (що спочатку писалася з індексом «O», а не «нуль», як це більш прийнято зараз) отримала назву як фракція, що зв'язує олігоміцин.
За прикладом інших ферментів, більшість субодиниць отримали назви у вигляді грецьких (від α до ε) і латинських (від a до h) літер. Решта субодиниць отрималі складніші назви:
- F6 (від fraction 6)
- OSCP (oligomycin sensitivity conferral protein — «допоміжній білок чутливості до олігоміцину»)
- A6L (названий за назвою гену геному мітохондрій, що кодує цю субодиницю)
- IF1 (inhibitory factor 1 — «інгібуючий фактор 1»)

## Будова і принцип роботи

Механізм синтезу АТФ комплексом F_{1}. АТФ — червона, АДФ і фосфат — рожеві, γ-субодиниця — чорна.

АТФ-синтаза розташовується на одній з мембран клітини і складається із зануреного в неї домену F0 і виступаючого в матрикс або цитоплазму домену F1, сполучених субодиницею γ. Віддалено фермент нагадує плодове тіло гриба (у зв'язку з чим в літературі по клітинній біології, особливо старій, АТФ-синтазу іноді називали «грибоподібним тілом»).
Комплекс F1 має діаметр близько 9-10 нм і при руйнуванні γ «ніжки» може відділятися від мембрани, утворюючи т.з. F1-АТФазу. F1 складається з трьох субодиниць α і трьох β, які об'єднуються попарно і формують гексамер з трьома активними центрами. Конформації міняються при обертанні субодиниці γ разом з комплексом F0. Рушійною силою в цьому процесі є перенесення протона, що каталізує доменом F0. Таким чином, протон безпосередньо не бере участь в реакції конденсації АДФ і аніона фосфатау. Слід зазначити, що сам α3β3 гексамер не обертається відносно «статора» a, оскільки він утримується субодиницею δ, у свою чергу зв'язаною з a субодиницею b («стеблом») комплексу F1 (хоча зазвичай F1 розглядається як нерухомий, в дійсності оба комплекса обертаються відносно один одного у протилежних напрямках).
Принцип роботи комплексу F1 полягає спочатку у слабому зв'язуванні АДФ і фосфату з активним центром, який потім міняє конформацію і міцно зв'язує їх, унаслідок чого синтез АТФ йде мимоволі. При третій конформації АТФ виштовхується з активного центру.
Принцип роботи комплексу F0 (що часто називають «найменшим у світі роторним електромотором») полягає в проникненні протона через канал в «статорі» (субодиниця a) до ділянки зв'язування в «роторі» (c-кільці). Для звільнення на іншому боці мембрани протона потрібно вийти через інший канал в статорі, що зсунутий на деяку відстань, тобто для виходу ротору потрібно обернутися відносно статора. Таким чином в роторі створюється горизонтальна різність потенціалів, що обертає його відносно статора.

## Фізіологічна роль
В ролі АТФази фермент застосовується анаеробнимі бактеріями для створення за рахунок енергії АТФ трансмембранного електрохімічного потенціалу протонів. Цей градієнт, у свою чергу, використовується для обертання джгутиків і для транспорту іонів всередину клітки.
У аеробних бактерій фермент в основному використовується для синтезу АТФ, причому електрохімічного потенціал для цього виробляється при функціонуванні електронтранспортного ланцюга. В цілому даний процес називається окислювальним фосфорилюванням. Він протікає і в мітохондріях еукаріотів, на внутрішній мембрані яких розташовані молекули АТФ-синтази, причому F1-субодиниця знаходиться в матриксі, де і протікає процес синтезу АТФ з АДФ і фосфату.
АТФ-синтезу задіяна також в процесі фотосинтезу; вона локалізується на тилакоїдних мембранах хлоропластів, орієнтуючись F1-субодиницею в строму. Будова і механізм роботи ферменту в цьому випадку практично ідентичний таким для АТФ-синтази мітохондрій, проте протонний електрохімічний потенціал формується в принципово іншому електронтранспортной ланцюгу.